# Acid Mothers Temple
Gli Acid Mothers Temple sono un gruppo musicale rock giapponese, attivo dal 1995.

## Storia del gruppo
Il gruppo è nato nel 1995 e l'elemento cardine della formazione è rappresentato dal chitarrista Kawabata Makoto, originario di Osaka. Gli altri membri si sono alternati fino al 2004, anno in cui il gruppo ha stabilito una formazione definitiva, anche se ha cambiato di volta in volta il cantante. Il gruppo è conosciuto ed apprezzato per le performance live e per la produzione molto intensa di album e materiale, pubblicato dal 1998 da un'etichetta che fa riferimento allo stesso gruppo.
Nel 2004 Cotton Casino, voce e tastierista storico del gruppo, ha lasciato gli Acid Mothers Temple per proseguire la carriera da solista. Il nome originario del gruppo era Acid Mothers Temple & Melting Paraiso U.F.O. Dal 2005 il nome cambia in Acid Mothers Temple & the Cosmic Inferno. Il nome che accompagna la denominazione Acid Mothers Temple cambia frequentemente e il gruppo è conosciuto quindi in maniera indicativa come Acid Mothers Temple.
Durante la propria carriera, il gruppo ha adottato diversi nomi per le sue produzioni: Acid Mothers Temple & the Melting Paraiso U.F.O. (dal 1995), Kawabata Makoto & the Mothers of Invasion (adottato nei primi anni 2000), Acid Mothers Temple SWR (dal 2003), Acid Mothers Gong (dal 2003 al 2006), Acid Mothers Afrirampo (dal 2004), Acid Mothers Temple & the Cosmic Inferno (dal 2005), Acid Mothers Temple & the Pink Ladies Blues (dal 2005), Acid Mothers Temple & the Incredible Strange Band (dal 2006), Acid Mothers Guru Guru (dal 2006) e Acid Mothers Temple & Space Paranoid (dal 2013).

## Discografia parziale
Le produzioni sono tantissime con i vari nomi e per numerose etichette diverse. Sono riportati solo i principali album discografici prodotti in studio.

### Acid Mothers Temple & the Melting Paraiso U.F.O.
- 1996 - Acid Mother's Temple & The Melting Paraiso U.F.O.
- 1997 - Acid Mothers Temple & The Melting Paraiso U.F.O. 1
- 1997 - Acid Mothers Temple & The Melting Paraiso U.F.O. 2
- 1997 - Acid Mothers Temple & The Melting Paraiso U.F.O.
- 1999 - Pataphysical Freak Out MU!!
- 1999 - Live + Studio
- 1999 - Wild Gals A Go-Go
- 2000 - Troubadours from Another Heavenly World
- 2001 - Absolutely Freak Out (Zap Your Mind!!)
- 2001 - New Geocentric World of Acid Mothers Temple
- 2001 - In C
- 2002 - 41st Century Splendid Man
- 2002 - Electric Heavyland
- 2002 - Univers Zen ou de zéro à zéro
- 2002 - St. Captain Freak Out & the Magic Bamboo Request
- 2004 - Mantra of Love
- 2004 - The Penultimate Galactic Bordello Also the World You Made
- 2004 - Does the Cosmic Shepherd Dream of Electric Tapirs?
- 2004 - Minstrel in the Galaxy
- 2006 - Have You Seen the Other Side of the Sky?
- 2006 - Myth of the Love Electrique
- 2007 - Crystal Rainbow Pyramid Under the Stars
- 2007 - Acid Motherly Love
- 2008 - Recurring Dream and Apocalypse of Darkness
- 2008 - Glorify Astrological Martyrdom
- 2008 - Cometary Orbital Drive
- 2009 - Interstellar Guru and Zero
- 2009 - Lord of the Underground: Vishnu and the Magic Elixir
- 2009 - Are We Experimental?[2]
- 2009 - Dark Side of the Black Moon: What Planet Are We On?
- 2010 - In 0 to ∞
- 2011 - Pink Lady Lemonade ~ You're From Inner Space
- 2011 - The Ripper at the Heaven's Gates of Dark
- 2012 - Son of a Bitches Brew
- 2012 - IAO Chant from the Melting Paraiso Underground Freak Out
- 2012 - In Search of the Lost Divine Arc

### Acid Mothers Afrirampo
- 2005 - We Are Acid Mothers Afrirampo!

### Acid Mothers Gong
- 2004 - Acid Motherhood (collaborazione con i Gong)

### AcidMothersGuruGuru
- 2007 - Psychedelic Navigator

### Acid Mothers Temple & Space Paranoid
- 2013 - Black Magic Satori

### Acid Mothers Temple & The Cosmic Inferno
- 2005 - Just Another Band from the Cosmic Inferno
- 2005 - IAO Chant from the Cosmic Inferno
- 2006 - Starless and Bible Black Sabbath
- 2008 - Pink Lady Lemonade ~ You're From Outer Space

### Acid Mothers Temple & The Pink Ladies Blues
- 2006 - Featuring the Sun Love and the Heavy Metal Thunder

### Acid Mothers Temple SWR
- 2005 - SWR
- 2007 - Stones, Women & Records

## Formazione
Il chitarrista Kawabata Makoto è presente dal 1995 in tutte le formazioni. Sono indicati solo alcuni dei componenti del gruppo, che ha visto modificata la propria formazione moltissime volte a seconda del periodo e del nome.
Tra gli altri collaboratori o ex collaboratori di Kawabata Makobo vi sono:
Acid Mothers Temple & the Melting Paraiso U.F.O.
- Tsuyama Atsushi - basso (dal 1998 - presente)
- Higashi Hiroshi - synth, tastiere, chitarre (dal 1998 - presente)
- Shimura Koji - batteria (dal 2006 - presente)
- Cotton Casino - voce, synth (dal 1995 al 2004, poi in un breve periodo nel 2012)
- Koizumi Hajime - batteria (dal 1995 al 2001, poi per brevi periodi nel 2002 e dal 2003 al 2005)
- Suhara Keizo - basso (dal 1995 al 1998)

Kawabata Makoto & the Mothers of Invasion
- Tabata Mitsuru - basso (dal 2002 - presente)
- Mori Kimiho - batteria (dal 2002 - presente)
- Higashi Hiroshi - synth (dal 2002 - presente)

Acid Mothers Temple SWR
- Tsuyama Atsushi - basso, voce (dal 2003 - presente)
- Yoshida Tatsuya - batteria, voce (dal 2003 - presente)